# Leandre Sabaté i Solà
Leandre Sabaté i Solà, conegut en el món del futbol pel seu segon cognom Solà, (Barcelona, 1899 - Sant Vicenç dels Horts, 1 de juny de 1966) fou un futbolista català de les dècades de 1910 i 1920, i àrbitre de futbol.
La major part de la seva carrera la passà al FC Internacional, entre 1914 i 1922, i la temporada següent al seu club continuador, la UE Sants. A continuació jugà dues temporades al FC Barcelona, participant en la victòria en un Campionat de Catalunya i en un d'Espanya. Jugà amb la selecció de Catalunya entre 1918 i 1920.
Fou àrbitre de primera divisió entre la temporada 1940-41 i la de 1948-49. Xiulà 61 partits a la màxima categoria i arribà a ser internacional.

## Palmarès
- Campionat de Catalunya de futbol:
  - 1924-25
- Copa espanyola:
  - 1924-25